# Kanadas Grand Prix 2024
Kanadas Grand Prix 2024, officiellt Formula 1 AWS Grand Prix du Canada 2024, var ett Formel 1-lopp som kördes den 9 juni 2024 på Circuit Gilles Villeneuve i Montréal i Kanada. Loppet var det nionde loppet ingående i Formel 1-säsongen 2024 och kördes över 70 varv.

## Ställning i mästerskapet före loppet
| Pos. | Förare            | Poäng |
| ---- | ----------------- | ----- |
| 1 ▬  | Max Verstappen    | 169   |
| 2 ▬  | Charles Leclerc   | 138   |
| 3 ▬  | Lando Norris      | 113   |
| 4 ▬  | Carlos Sainz, Jr. | 108   |
| 5 ▬  | Sergio Pérez      | 107   |

| Pos. | Konstruktör           | Poäng |
| ---- | --------------------- | ----- |
| 1 ▬  | Red Bull              | 276   |
| 2 ▬  | Ferrari               | 252   |
| 3 ▬  | McLaren-Mercedes      | 184   |
| 4 ▬  | Mercedes              | 96    |
| 5 ▬  | Aston Martin-Mercedes | 44    |

- Notering: Endast de fem bästa placeringarna i vardera mästerskap finns med på listorna.

## Kvalet
Kvalet kördes den 8 juni 2024, klockan 16:00 lokal tid (UTC-04:00).
| Pos.                   | Nr. | Förare           | Konstruktör                  | Kvaltider | Kvaltider | Kvaltider | Start- grid |
| Pos.                   | Nr. | Förare           | Konstruktör                  | Q1        | Q2        | Q3        | Start- grid |
| ---------------------- | --- | ---------------- | ---------------------------- | --------- | --------- | --------- | ----------- |
| 1                      | 63  | George Russell   | Mercedes                     | 1:13.013  | 1:11.742  | 1:12.000  | 1           |
| 2                      | 1   | Max Verstappen   | Red Bull Racing-Honda RBPT   | 1:12.360  | 1:12.549  | 1:12.000  | 21          |
| 3                      | 4   | Lando Norris     | McLaren-Mercedes             | 1:12.959  | 1:12.201  | 1:12.021  | 3           |
| 4                      | 81  | Oscar Piastri    | McLaren-Mercedes             | 1:12.907  | 1:12.462  | 1:12.103  | 4           |
| 5                      | 3   | Daniel Ricciardo | RB-Honda RBPT                | 1:13.240  | 1:12.572  | 1:12.178  | 5           |
| 6                      | 14  | Fernando Alonso  | Aston Martin Aramco-Mercedes | 1:13.117  | 1:12.635  | 1:12.228  | 6           |
| 7                      | 44  | Lewis Hamilton   | Mercedes                     | 1:12.851  | 1:11.979  | 1:12.280  | 7           |
| 8                      | 22  | Yuki Tsunoda     | RB-Honda RBPT                | 1:12.748  | 1:12.303  | 1:12.414  | 8           |
| 9                      | 18  | Lance Stroll     | Aston Martin Aramco-Mercedes | 1:13.088  | 1:12.659  | 1:12.701  | 9           |
| 10                     | 23  | Alexander Albon  | Williams-Mercedes            | 1:12.896  | 1:12.485  | 1:12.976  | 10          |
| 11                     | 16  | Charles Leclerc  | Ferrari                      | 1:13.107  | 1:12.691  | N/A       | 11          |
| 12                     | 55  | Carlos Sainz Jr. | Ferrari                      | 1:13.038  | 1:12.728  | N/A       | 12          |
| 13                     | 2   | Logan Sargeant   | Williams-Mercedes            | 1:13.063  | 1:12.736  | N/A       | 13          |
| 14                     | 20  | Kevin Magnussen  | Haas-Ferrari                 | 1:13.217  | 1:12.916  | N/A       | 14          |
| 15                     | 10  | Pierre Gasly     | Alpine-Renault               | 1:13.289  | 1:12.940  | N/A       | 15          |
| 16                     | 11  | Sergio Pérez     | Red Bull Racing-Honda RBPT   | 1:13.326  | N/A       | N/A       | 16          |
| 17                     | 77  | Valtteri Bottas  | Kick Sauber-Ferrari          | 1:13.366  | N/A       | N/A       | 17          |
| 18                     | 31  | Esteban Ocon     | Alpine-Renault               | 1:13.435  | N/A       | N/A       | 202         |
| 19                     | 27  | Nico Hülkenberg  | Haas-Ferrari                 | 1:13.978  | N/A       | N/A       | 18          |
| 20                     | 24  | Zhou Guanyu      | Kick Sauber-Ferrari          | 1:14.292  | N/A       | N/A       | 19          |
| 107 %-gränsen:1:17.425 |     |                  |                              |           |           |           |             |
| Källor:                |     |                  |                              |           |           |           |             |